# Сент-Андре-ле-Верже
Сент-Андре́-ле-Верже́ (фр. Saint-André-les-Vergers) — коммуна во Франции, находится в регионе Шампань — Арденны. Департамент — Об. Входит в состав кантона Труа-6. Округ коммуны — Труа.
Код INSEE коммуны — 10333.
Коммуна расположена приблизительно в 145 км к юго-востоку от Парижа, в 80 км южнее Шалон-ан-Шампани, в 3 км к юго-западу от Труа.

## Население
| Год  | Численность | Численность |
| ---- | ----------- | ----------- |
| 1968 | 7666        | [ 7 ]       |
| 1975 | 10 378      | [ 7 ]       |
| 1982 | 10 688      | [ 7 ]       |
| 1990 | 11 329      | [ 7 ]       |
| 1999 | 11 125      | [ 7 ]       |
| 2006 | 11 264      | [ 7 ]       |
| 2011 | 11 356      | [ 7 ]       |
| 2013 | 11 770      |             |
| 2015 | 12 204      | [ 8 ]       |
| 2016 | 12 316      | [ 9 ]       |
| 2017 | 12 311      | [ 10 ]      |
| 2018 | 12 581      | [ 11 ]      |
| 2019 | 12 784      | [ 12 ]      |
| 2020 | 12 701      | [ 13 ]      |
| 2021 | 12 775      | [ 14 ]      |
| 2022 | 12 695      | [ 4 ]       |

## Администрация
| Период | Период | Фамилия        | Партия                    | Примечания |
| ------ | ------ | -------------- | ------------------------- | ---------- |
| 1989   | 2001   | Кристиан Руайе | Социалистическая партия   |            |
| 2001   |        | Ален Баллан    | Союз за народное движение |            |

## Экономика
В 2007 году среди 7043 человек в трудоспособном возрасте (15—64 лет) 5378 были экономически активными, 1665 — неактивными (показатель активности — 76,4 %, в 1999 году было 73,4 %). Из 5378 активных работали 4779 человек (2342 мужчины и 2437 женщин), безработных было 599 (271 мужчина и 328 женщин). Среди 1665 неактивных 605 человек были учениками или студентами, 592 — пенсионерами, 468 были неактивными по другим причинам.

## Достопримечательности
- Церковь Сент-Андре[фр.]. Памятник истории с 1840 года[16]
- Дом книги и культуры (1983 год), насчитывает около 25 000 томов

## Фотогалерея

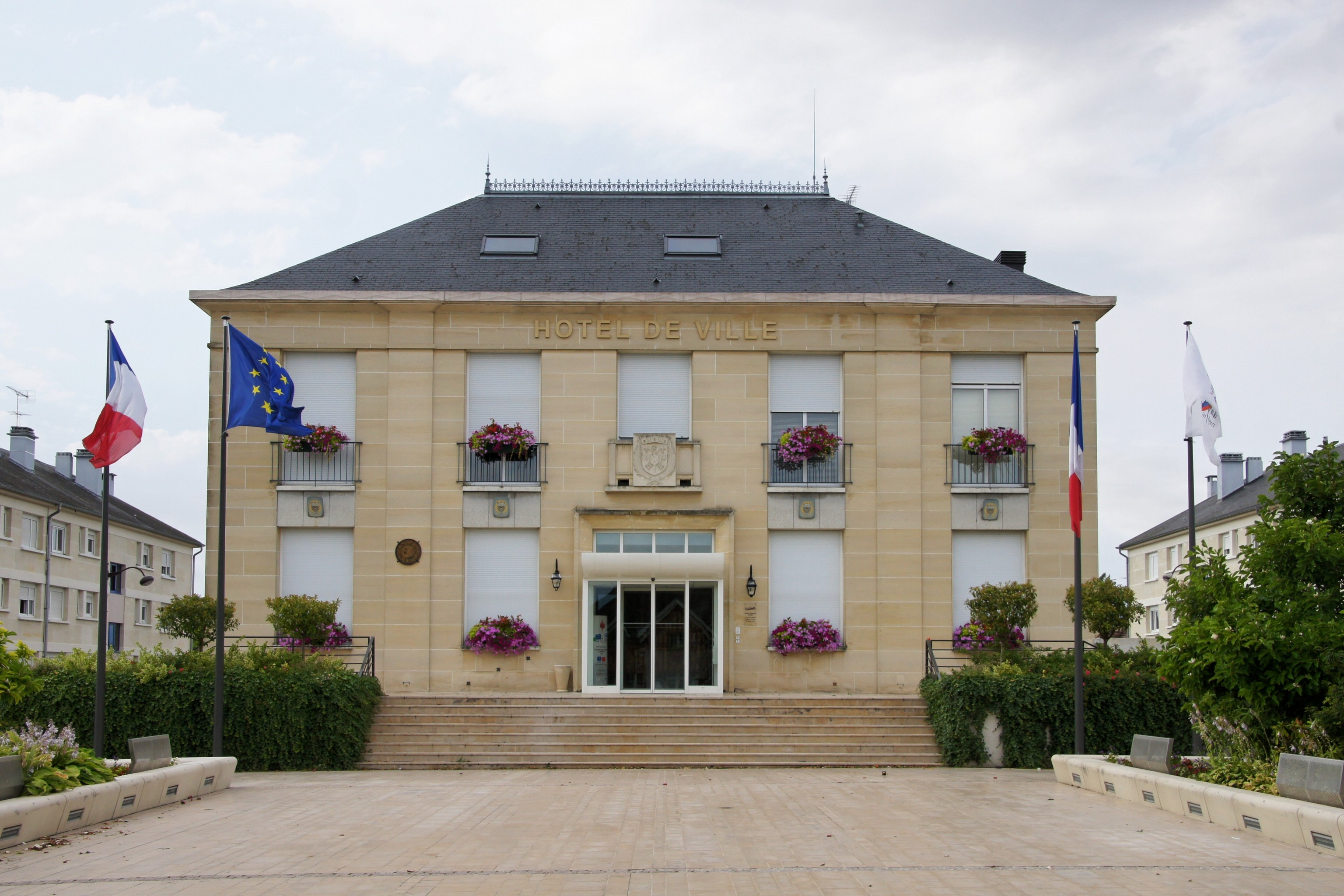
Мэрия
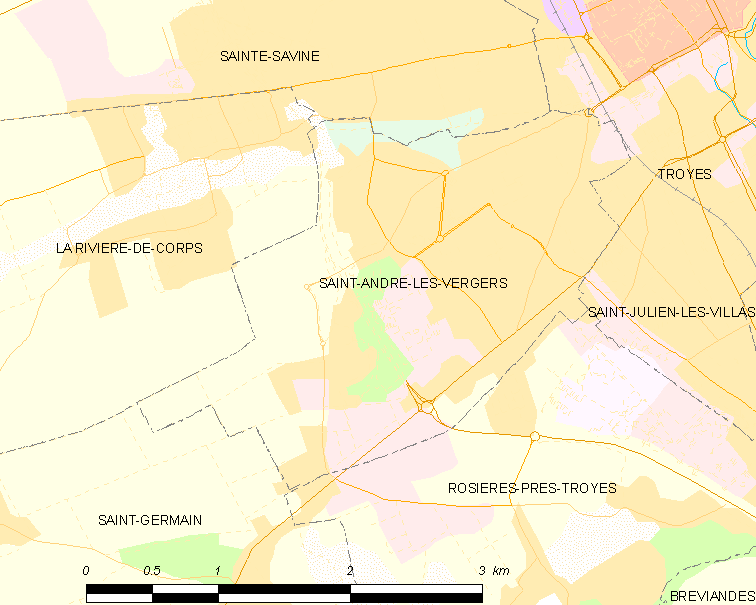
Карта коммуны